# Marzena Trybała
Marzena Trybała (nacida el 16 de noviembre de 1950) es una actriz polaca. Ha aparecido en más de 50 películas y programas de televisión desde 1971.

## Vida
Marzena estuvo casada con el también actor polaco Jan Greber, estuvieron casados desde 1980 hasta la muerte de él el 16 de agosto de 2023.

## Filmografía seleccionada
- Sin final (1985)
- Sachsens Glanz und Preußens Gloria (1985)
- El azar (1987)
- Korczak (1990)
- Just Beyond This Forest (1991)
- Our Love (2000)